# 棍噶札勒参
棍噶札勒参（？—1896年），又译固帑干札拉参、棍噶札拉参，清朝新疆蒙古族藏传佛教转世祖古，甘肃洮州（今临潭县）人。又名嘉穆巴图多普，法号察罕格根，意为白活佛。
棍噶札勒参早年在拉卜楞寺学经。同治元年（1862年），至新疆库尔喀喇乌苏布教。同治四年（1865年）春，因率卫拉特兵参与镇压塔尔巴哈台回族、哈萨克族反清起事，获清廷所赐呼图克图号。同年夏，领兵自塔城南下，援救被伊犁各族起事者围困在惠远城的清军。同治七年（1868年），受命统辖流移于阿尔泰山的索伦营、塔城厄鲁特人众，妥办安插事宜。领兵镇压布伦托海（今新疆福海县）难民起事。次年，赴阿勒泰创修千佛庙，赐名“承化寺”。同治十一年（1872年），率所部索伦、厄鲁特兵驻塔城，加强塔尔巴哈台防务。光绪二年（1876年），率众迎击俄罗斯波塔宁骑兵对承化寺的侵犯，解除其武装，将其逐出。俄国借口官员被辱，迫令清朝政府查处。棍噶札勒参被迫到西藏熬茶学经。光绪十二年（1886年）返回北京。沙克都尔札布请求让他回到塔城。清廷只是令他回库尔喀喇乌苏八英沟。光绪二十年（1894年），赴洮州新寺。二年后圆寂。